# Будівельна промисловість
Будіве́льна промисло́вість — комплекс галузей у складі важкої промисловості, які забезпечують найважливішими будівельними матеріалами всі види будівельних робіт.
За всіма ознаками це один з найстаріших напрямків матеріального виробництва на Землі, підвалини якого ховаються у надрах первісного суспільства. Протягом історичного часу ця галузь теж була значною мірою трансформована в зв'язку з появою нових видів будівельних матеріалів, проте еволюція її, на відміну від більшості інших галузей промисловості, відбувалася шляхом нагромадження — нові будівельні матеріали, як правило, не перекреслювали існування своїх попередників, змінювалися лише технологія виробництва та основні напрямки використання тих чи інших матеріалів. Саме тому, поряд з незнаними раніше матеріалами (цементом, бетоном тощо), і досі широко використовуються у будівництві різноманітні природні утворення, відомі ще первісній людині (природні камені, глини та ін.).